# Zond 2
La misión Zond 2 consistía en una sonda para investigar el planeta Marte, el medio interplanetario y probar nuevos sistemas con la nave. La sonda llevaba los mismos instrumentos que la sonda Venera.

## El lanzamiento
La nave fue lanzada en secreto el 30 de noviembre de 1964 desde la Plataforma Gagarin del Cosmódromo de Baikonur, dos días después del lanzamiento del Mariner 4. Más tarde la NASA detectó una señal de radio de un objeto que se dirigía a Marte y sólo fue entonces cuando la Unión Soviética admitió el lanzamiento. Esta sonda tomaría una larga trayectoria curva hacia Marte para minimizar las velocidades relativas entre la nave y el planeta en el momento de la llegada.

## La prueba de los motores iónicos
Los motores iónicos fueron probados con éxito poco después del lanzamiento bajo las condiciones reales del espacio entre el 8 y el 18 de diciembre de 1964. Poco después falló uno de los paneles solares dejando a la sonda con la mitad de la energía necesaria para funcionar al completo. A comienzos de mayo de 1965 y después de una maniobra a mitad de camino, las comunicaciones con la nave se perdieron. La nave sobrevoló Marte el 6 de agosto de ese mismo año a una distancia de 1500 kilómetros y a una velocidad relativa de 5,62 km/s.

## Los instrumentos
- Un magnetómetro.
- Equipo fotográfico.
- Espectro-reflectómetro.
- Sensores de radiación.
- Un espectrógrafo para estudiar las bandas de absorción del ozono.
- Un detector de micrometeoritos.
Para el sistema de orientación, la nave portaba seis pequeñas toberas de iones de plasma, en lugar de los habituales de gas que servían para mantener orientada la nave. El energía de a bordo era obtenida de dos paneles solares.